# Bridal Veil Falls Provincial Park
Der Bridal Veil Falls Provincial Park (auch nur Bridal Veil Falls Park) ist ein nur 32 Hektar großer Provincial Park in der kanadischen Provinz British Columbia. Der Park liegt etwa 16 Kilometer östlich von Chilliwack und etwa 13 Kilometer südlich von Kent. Von Vancouver aus ist er über den Highway 1 (Trans-Canada Highway) zu erreichen. Der Park liegt im Fraser Valley Regional District.

## Anlage
Der kleine Park liegt am Übergang vom Lower Mainland zur Skagitkette, einem Ausläufer der Kaskadenkette. Nahe dem Highway gelegen, besteht er nur aus einem Waldstück um den Wasserfall herum. Die den Fall hinabstürzende Wassermenge schwankt sehr stark in Abhängigkeit von der aktuellen Niederschlagssituation. Im Winter kann der Wasserfall sogar gefrieren.
Bei dem Park handelt es sich um ein Schutzgebiet der Kategorie III (Naturdenkmal).

## Geschichte
Der Park wurde im Jahr 1965 eingerichtet und hat seinen Namen nach dem Wasserfall. Ein in der Falllinie liegender Stein lässt den Wasserfall auffächern und gibt ihm das Aussehen eines Brautschleiers, daher der englische Name Bridal Veil Falls.
Anfang 1900 diente der Wasserfall der Stromerzeugung für ein nahe gelegenes Hotel, das Bridal Falls Chalet. Heute können noch die Fundamente für den Generator am Wasserfall aufgespürt werden.
Wie bei fast allen Provinzparks in British Columbia gilt jedoch auch für diesen, dass er lange bevor die Gegend von Einwanderern besiedelt oder sie Teil eines Parks wurde, Jagdgebiet verschiedener Stämme der First Nations, hauptsächlich der Stó:lō, war.

## Flora und Fauna
Die im Park vorherrschende Klimazone ist die des gemäßigten Regenwaldes. Innerhalb des Ökosystems von British Columbia wird die Gegend der Coastal Western Hemlock Zone zugeordnet. Diese biogeoklimatischen Zonen zeichnen sich durch ein ähnliches Klima sowie gleiche oder sehr ähnliche biologische und geologische Voraussetzungen aus. Daraus resultiert in den jeweiligen Zonen dann auch ein sehr ähnlicher Bestand an Pflanzen und Tieren.
Nach der letzten forstwirtschaftlicher Nutzung und Aufforstung wächst hier nun, neben Riesen-Lebensbaum, Rot-Erle und Oregon-Ahorn, hauptsächlich westamerikanische Hemlocktanne (im englischen Sprachraum Coastal Western Hemlock genannt). Im Unterholz finden sich hauptsächlich Schildfarne (Polystichum munitium) und Breitblättriger Dornfarn aber auch Wiesenrauten (Thalictrum occidentale) und die gewöhnliche Schneebeere.
Da die Gegend relativ dicht besiedelt ist, finden sich hier auch fast nur kleine Säugetiere und ähnliches, allerdings kommen auch Stachelschweine und Columbia-Schwarzwedelhirsche vor. An Vögeln können hier zum Beispiel der Trauerwaldsänger oder der Kanadakleiber beobachtet werden.

## Aktivitäten
Da in unmittelbare Nähe zum Park weitere Touristenattraktionen liegen, ist er mit seinem Wasserfall ein beliebtes Ausflugsziel. Vom Parkplatz aus führt ein kurzer Wanderweg (etwa 20 Minuten Fußweg) zum Wasserfall. Der Park ist aber auch bei Kletterern bzw. Eiskletterern sehr beliebt.